# 板宮清治
板宮 清治（いたみや せいじ、1935年〈昭和10年〉2月22日 - 2024年〈令和6年〉4月15日）は、岩手県胆沢郡金ケ崎町出身の歌人、専業農家。
昭和30年代の農村生活と自然を主な内容とする第一歌集『麥の花』は、青春期のみづみづしい作品を特色とする。1964年から2005年にかけて6冊の歌集を発行し、何れも東北の風土に根差した鋭敏な感性と清新な詠風によって貫かれている。病を克服して収めた『杖』は、平成18年度の日本歌人クラブ賞を受賞した。同賞の受賞は、岩手県民では初であった。
地元の金ケ崎町立図書館には特設文庫として「板宮文庫」があり、板宮寄贈による現代歌人の歌集を中心とした書籍が収められている。

## 来歴
1935年2月22日、金ケ崎町西根の農家に長男として生まれる。1953年に岩手県立水沢農業高等学校を卒業後、宮城県出身の歌人・佐藤佐太郎の歌集「帰潮」に感銘を受け、同年から歩道短歌会に入会した。翌1954年、「短歌研究」第二回五十首詠（現・短歌研究新人賞）に入選。
2024年4月15日の午前5時16分、老衰のため奥州市内の病院で死去した。享年89。死去後、板宮文庫がある金ケ崎町立図書館で「ありがとう 板宮清治さん」と題した追悼展が行われた。

### 年譜
- 1935年（昭和10年）2月22日 - 生誕[1]。
- 1957年（昭和32年） - 森山耕平を中心とする歌誌「岩手短歌」に参加。
- 1959年（昭和34年） - 佐藤佐太郎夫妻の八幡平行に同行。「榛の木について」で第5回角川短歌賞最終候補に選ばれる[2]。
- 1964年（昭和39年） - 第一歌集『麥の花』を短歌研究社より発行[2]。
- 1966年（昭和41年） - 「冬森」三十首が「歩道賞」を受賞。
- 1973年（昭和48年） - 第二歌集『風塵』を短歌新聞社より発行。
- 1978年（昭和53年） - 現代歌人協会に入会。
- 1982年（昭和57年） - 第三歌集『待春』を短歌新聞社より発行。
- 1983年（昭和58年） - 『待春』が、岩手県芸術選奨を受ける[2]。
- 1984年（昭和59年）10月 - 雑誌「短歌」に発表した「桃の実」21首が第二十一回短歌研究賞を受ける[2]。
- 1985年（昭和60年） - 昭和歌人集成第20巻として第四歌集『春暁』を短歌新聞社より発行[2]。
- 1988年（昭和63年） - 『自解百歌選 板宮清治集』を牧羊社より発行。
- 1989年（平成元年） - 第五歌集『木枯らしののち』を短歌新聞社より発行[2]。脳内出血で倒れ、一時言葉を失う[3]。
- 1990年（平成2年） - 町勢功労者に選ばれる[3]。
- 2005年（平成17年）10月 - 第六歌集『杖』を短歌新聞社より発行[3]。
- 2006年（平成18年） - 歌集『杖』が「第三十三回日本歌人クラブ賞」を受賞[2][3]。
- 2024年（令和6年）4月15日 - 死去[3]。

## 代表作品
- 野菜市場に冬日さしつつ乾きたる人参或ひは吾のてのひら 歌集『麥の花』
- 今日ひと日はげしき風に森ありき森をいたはる言葉はなきか
- 空高くなりししづけさ昼過ぎて芝生のうへの晩夏のひかり 歌集『風塵』
- 貯水池の水のむかうにくれなゐの桃の花照りわが心照る
- かへりゆく今年の雁のつひの声病みおとろふる母も聞くべし 歌集『待春』
- ことごとく水田となりて水さわぐひと日めまひに似たる寂しさ
- 雉鳴きて時間のゆらぐ春山は木々の梢の空にかがやく 歌集『春暁』
- 薪割りてわが働けばよみがへる戦後はるけき冬日の匂ひ
- 息づまるまで寒ければ雪明りのなか目前の冬木々ひびく 『木枯らしののち』
- 月光に路上の雪の凍る夜帰り来て刺立つごときわが髪
- ただ歩くことのみにたる一時間田の水にほふ日にかがやきて 『杖』
- ひと冬を越えて黄に枯るる畔のはて雲遊び裸木の梢がけむる